# الورم الأصفر الحطاطي
الورم الأصفر الحطاطي (بالإنجليزية:Papular xanthoma)  هو مرض جلدي نادر يتميز بالحطاطات الحمراء، يعتبر المرض نوعا من أنواع كثرة المنسجات غير الإكسية.